# Martin-Luther-Kirche (Blumenthal)

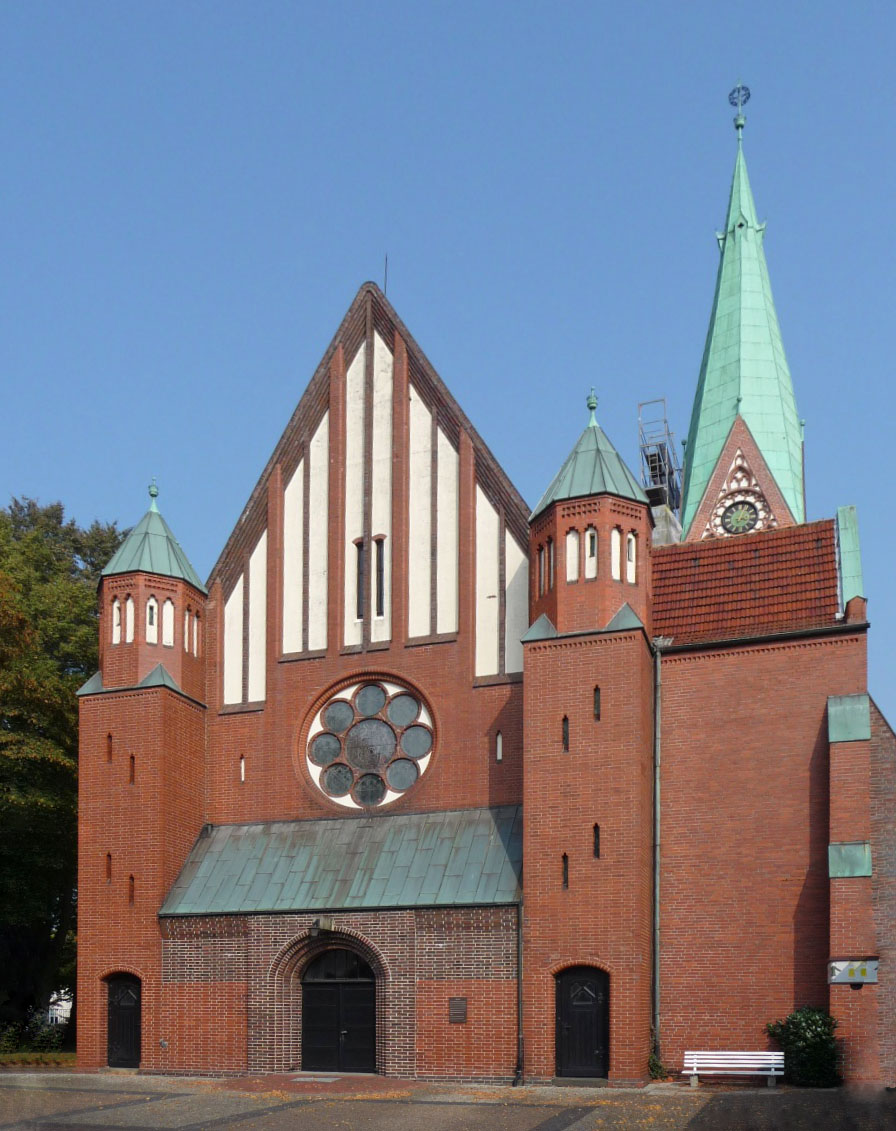
Martin-Luther-Kirche zu Bremen-Blumenthal

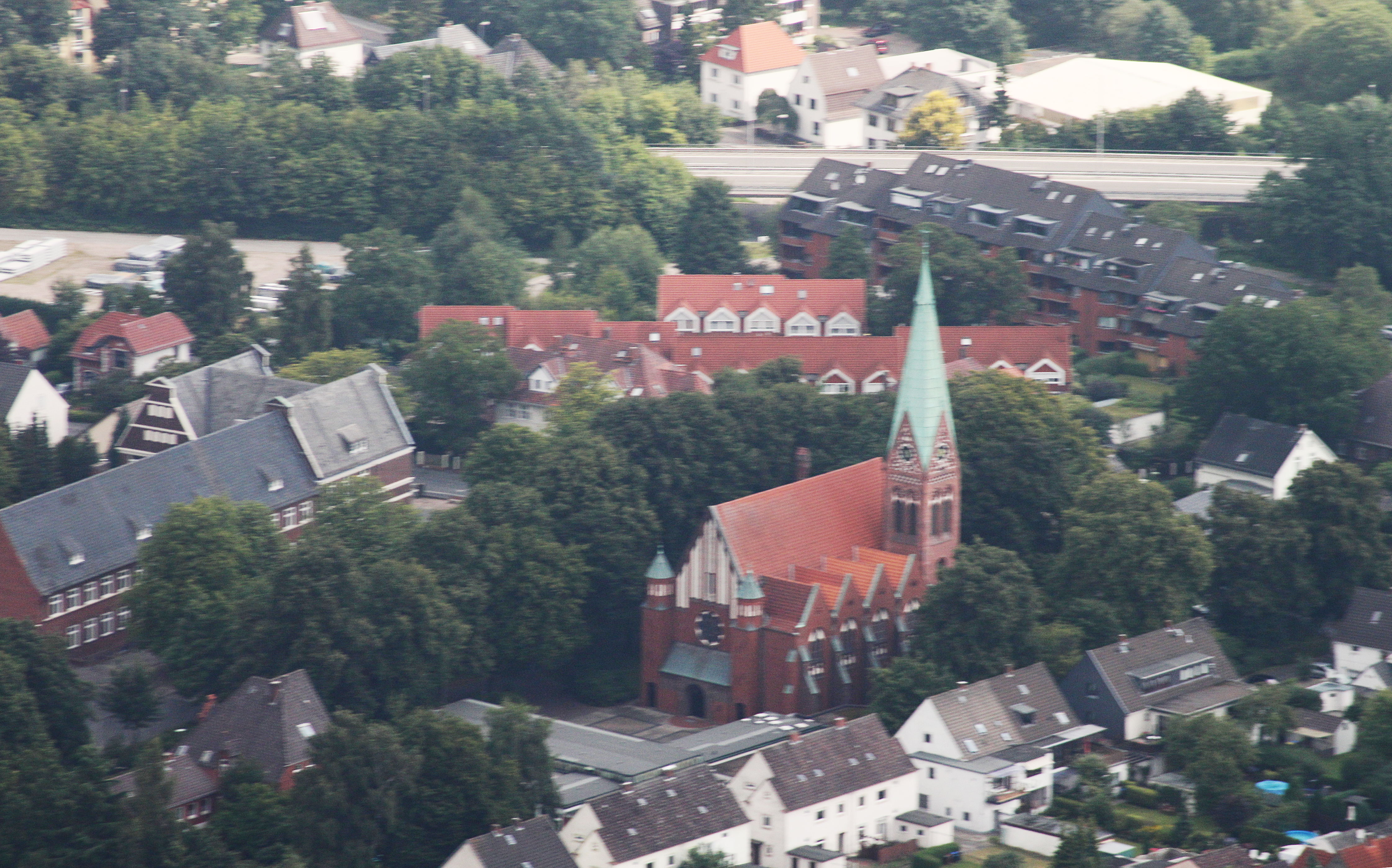
Martin-Luther-Kirche zu Bremen-Blumenthal

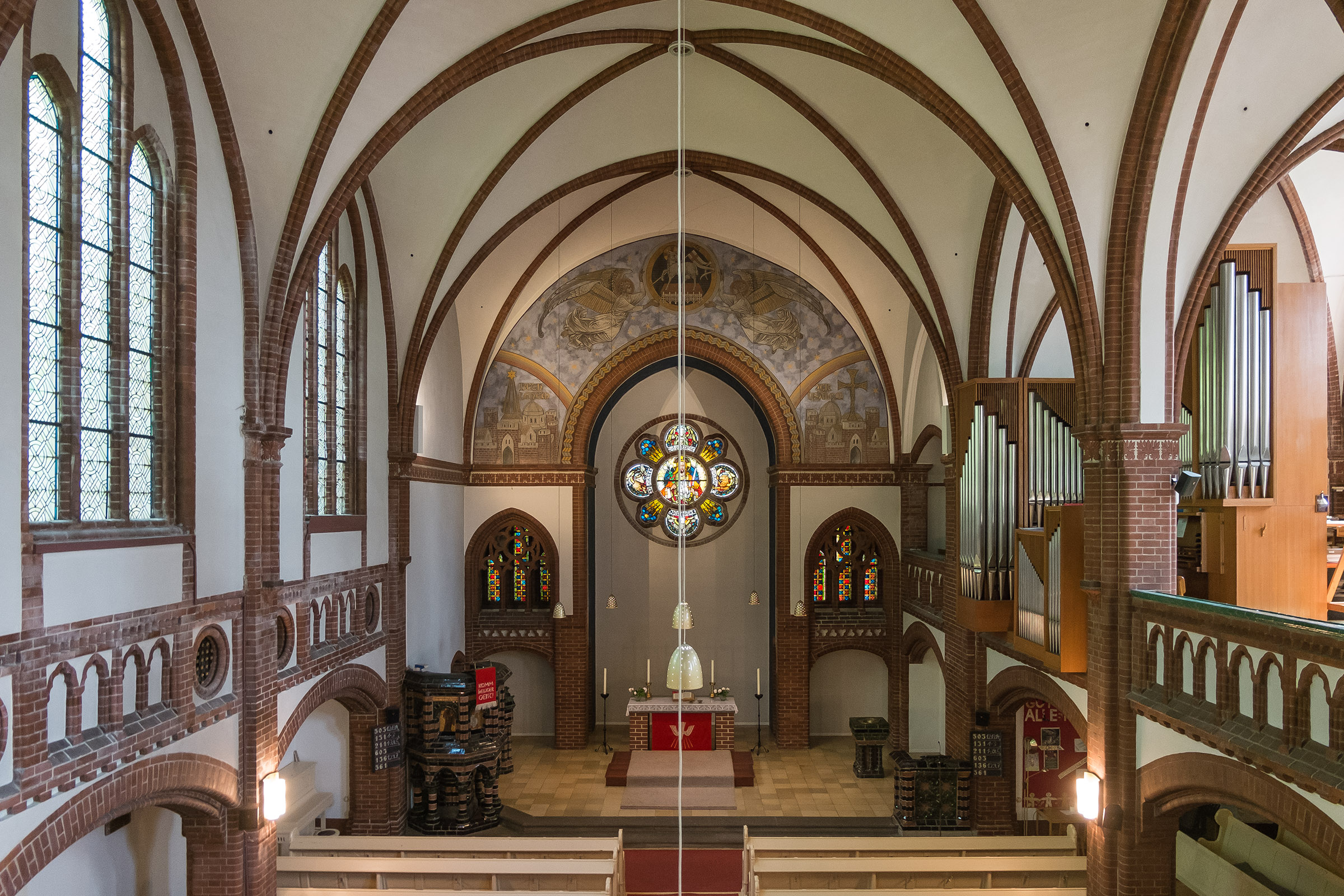
Innenansicht mit Altar und Orgel

Die Martin-Luther-Kirche ist das Kirchengebäude der evangelisch-lutherischen Martin-Luther-Gemeinde Bremen-Blumenthal, Wigmodistraße 31a.
Das Gebäude steht seit 1973 unter Denkmalschutz.

## Geschichte
Der historisierende neogotische Backsteinbau wurde als Hallenkirche mit Ostturm 1902/03 nach dem Entwurf des Architekten Karl Mohrmann errichtet.
Das Hauptportal führt unter einem Rosettenfenster durch einen kleinen von zwei Treppentürmchen gesäumten Vorbau. Alle Originalfenster wurden bei einem Luftangriff 1943 zerstört, ansonsten blieb die Kirche unbeschädigt.
Die Orgel von 1964 stammt von dem Orgelbauer Paul Ott und ersetzte das Instrument der Firma Furtwängler & Hammer von 1903.

## Kirchengemeinde
Die evangelische Martin-Luther-Gemeinde gehört zur Bremischen Evangelischen Kirche.

## Friedhof
Der evangelische Friedhof Godenweg in  Lüssum-Bockhorn mit seiner backsteingotischen Kapelle gehört zur Kirchengemeinde. Neben der Kapelle steht ein Holzkreuz zu Ehren der Gefallenen der zwei Weltkriege.